# (1058) Grubba
(1058) Grubba est un astéroïde de la ceinture principale découvert le 22 juin 1925 par l'astronome russo-soviétique Grigory Abramovitch Shajn à l'observatoire de Simeïz situé sur les monts de Crimée sur la presqu'île éponyme, en Russie. Sa désignation provisoire était 1925 MA.
Il tire son nom de Sir Howard Grubb, qui construisit l'un des télescopes de l'observatoire.